# المقلاع الاسفل (فرع العدين)

تعديل مصدري - تعديل

المقلاع الاسفل محلة تابعة لقرية الكريبية، التابعة لعزلة بني احمد والثلث بمديرية فرع العدين إحدى مديريات محافظة إب في الجمهورية اليمنية، بلغ تعداد سكانها 63 حسب تعداد اليمن لعام 2004.